# Усово (Себезький район)
Усово (рос. Усово) — присілок в Себезькому районі Псковської області Російської Федерації.
Населення становить 2 особи. Входить до складу муніципального утворення Муніципальне утворення Сосновий Бор.

## Історія
Від 2015 року входить до складу муніципального утворення Муніципальне утворення Сосновий Бор.

## Населення
| 2001 | 2002 | 2010 |
| ---- | ---- | ---- |
| 4    | ↗7   | ↘2   |